# 咸头岭遗址
咸头岭遗址是广东省深圳市龙岗区（大鹏新区）境内的一处古人类遗址，距今6000—7000年，是珠江三角洲地区发现的时代最早的史前遗址之一‌。该遗址被国家文物局公布为2006年度“全国十大考古新发现”。遗址现已为广东省文物保护单位。

## 概况
遗址位于大鹏新区大鹏街道迭福村海边沙堤上，属于沙丘遗址。
遗址在1981年的考古调查中被发现。1985年—2006年间，该遗址共经历了过五次考古发掘。遗址主要内容为古人类生活遗迹，包含房基、柱洞、灰坑等，并有少量墓葬。出土遗物主要为陶器及石器。出土文物经测定，属于距今6000—7000年的新石器时代。

## 保护
- 2006年7月，遗址被公布为大鹏新区文物保护单位
- 2014年12月1日，遗址被公布为深圳市文物保护单位
- 2022年7月23日，遗址被公布为广东省文物保护单位